# SH1 (Nieuw-Zeeland)
De SH1 of State Highway 1 is de belangrijkste nationale weg in Nieuw-Zeeland. Op zijn 2033 kilometer lange route komt de weg door de regio's Northland, Auckland, Waikato, Manawatu-Wanganui, Wellington, Marlborough, Canterbury, Otago en Southland. De weg begint in Cape Reinga, in het uiterste noorden van Nieuw-Zeeland, en loopt daarna via Auckland, Hamilton, Taupo, Wellington, Picton, Christchurch, Dunedin en Invercargill naar Bluff, in het uiterste zuiden van het land.
De SH1 bestaat uit twee delen. Het ene deel, de SH1N, loopt over het Noordereiland en is 1081 kilometer lang. Het andere deel, de SH1S, loopt over het Zuidereiland en is 952 kilometer lang.

## Autosnelwegen
Delen van de SH1 zijn uitgebouwd tot autosnelweg of expresweg. Dit zijn de volgende trajecten:
- Auckland Northern Motorway, de autosnelweg van Puhoi naar Auckland
- Auckland Southern Motorway, de autosnelweg van Auckland naar Bombay
- Waikato Expressway, de expresweg van Bombay naar Ohinewai
- Johnsonville-Porirua Motorway, de autosnelweg van Porirua naar Wellington
- Wellington Urban Motorway, de autosnelweg door Wellington
- Christchurch Northern Motorway, de autosnelweg van Woodend naar Belfast, ten noorden van Christchurch
- Dunedin-Waitati Highway, de expresweg van Waitati naar Dunedin
- Dunedin Southern Motorway, de autosnelweg van Dunedin naar Mosgiel

## Aftakkingen
De SH1 heeft een aftakking. Deze SH1B vormt een bypass om de stad Hamilton.
1 · 
1B · 
2 · 
2A · 
2B · 
3 · 
3A · 
4 · 
5 · 
6 · 
6A · 
7 · 
7A · 
8 · 
8A · 
8B · 
9 · 
10 · 
11 · 
12 · 
14 · 
15 · 
16 · 
17 · 
18 · 
20 · 
20A · 
20B · 
21 · 
22 · 
23 · 
24 · 
25 · 
25A · 
26 · 
27 · 
28 · 
29 · 
30 · 
30A · 
31 · 
32 · 
33 · 
34 · 
35 · 
36 · 
37 · 
38 · 
39 · 
40 · 
41 · 
43 · 
44 · 
45 · 
46 · 
47 · 
48 · 
49 · 
50 · 
52 · 
53 · 
54 · 
56 · 
57 · 
58 · 
59 · 
60 · 
61 · 
63 · 
65 · 
67 · 
67A · 
69 · 
70 · 
71 · 
73 · 
73A · 
74 · 
74A · 
75 · 
77 · 
79 · 
80 · 
82 · 
83 · 
84 · 
85 · 
86 · 
87 · 
88 · 
90 · 
SH93 · 
94 · 
95 · 
96 · 
98 · 
99